# Odznaka Honorowa za Zasługi dla Województwa Lubuskiego
Odznaka Honorowa za Zasługi dla Województwa Lubuskiego – polskie odznaczenie samorządowe nadawane w formie odznaki honorowej.

## Charakterystyka
Odznaka została ustanowiona Uchwałą NR XXXV/249/2005 z dnia 17 października 2005 Sejmiku Województwa Lubuskiego w sprawie ustanowienia „Odznaki Honorowej za Zasługi dla Województwa Lubuskiego”, ustalenia jej wzoru oraz zasad i trybu nadawania i noszenia.
Przyznawana jest osobom fizycznym, instytucjom państwowym, jednostkom samorządu terytorialnego, organizacjom społecznym i zawodowym, osobom prawnym oraz jednostkom organizacyjnym nie posiadającym osobowości prawnej, które całokształtem działalności zawodowej i społecznej, względnie realizacją swoich zadań na rzecz województwa lubuskiego wybitnie przyczyniły się do gospodarczego, kulturalnego i społecznego rozwoju województwa.
Odznakę nadaje sejmik województwa lubuskiego, po zasięgnięciu opinii Kapituły „Odznaki Honorowej za Zasługi dla Województwa Lubuskiego”. Może być nadana Polakom oraz obcokrajowcom, nie mogą jej otrzymać radni sejmiku w trakcie trwania kadencji.
Odznakę nosi się na lewej piersi po odznaczeniach państwowych i resortowych.

## Wygląd
Odznaka ma kształt metalowego wielokąta foremnego – dwunastokąta o szerokości 32 mm, wykonana jest z tombaku pokrytego złotem galwanicznym. Na awersie odznaki pośrodku znajduje się herb województwa, dookoła którego biegnie rowkowane zdobienie, w gładkim otoku położony jest napis „ZA ZASŁUGI DLA WOJEWÓDZTWA LUBUSKIEGO”, rozdzielony u dołu kropką. Na rewersie odznaki znajduje się zarys terytorium Rzeczypospolitej Polskiej, na którego tle widnieje zarys terytorium województwa lubuskiego. Odznaka zawieszona jest na wstążce o szerokości 27 mm, z paskiem o szerokości 9 mm w kolorze biało-czerwonym (kolor biały – szerokość 4,5 mm i kolor czerwony – szerokość 4,5 mm) pośrodku oraz paskiem w kolorze żółtym o szerokości 9 mm i paskiem w kolorze zielonym o szerokości 9 mm – odpowiednio po obu bokach. Dołem wstążka przeciągnięta jest przez metalowe kółko, połączone z odznaką.